# トトロさつき
トトロ さつき（1989年5月11日 - ）は、日本の女子プロレスラー。大阪府大阪市此花区出身。

## 所属
- アイスリボン（2017年 - ）

## 経歴
2017年
- 3月26日 - アイスリボン後楽園ホール大会『アイスリボンマーチ2017』第一試合にてデビュー。[1]
- 5月31日 - 道場マッチ「アイスリボン806～235プロレス卒業～」の第3試合で235＆世羅りさと対戦（パートナーは宮城もち)。235からフォール勝ちし初勝利を収める。また、この日プロレスラーを引退する235より入場テーマを譲り受け、以降入場テーマは同曲を使用する。
- 9月23日 - アイスリボン『横浜リボン・秋』インターナショナルリボンタッグ王座決定トーナメント一回戦に直DATEとのタッグ『ノヴェル・トルネード』で出場。弓李＆尾崎妹加のGEKOKU娘と対戦して勝利し、タッグトーナメント準決勝進出を果たす。
- 10月9日 - アイスリボン両国KFCホール大会インターナショナルリボンタッグ王座決定トーナメント準決勝で星ハム子＆宮城もちのらぶりーぶっちゃーずと対戦して敗北し、タッグトーナメント決勝進出ならず。
- 10月29日、後楽園ホール大会にて直DATEとタッグを組み、井上貴子と当日がデビュー戦となったジュリア組と対戦した。
- 11月5日 - プロレスリングWAVE「Sunday WAVE vol.34」にてNEXT2017トーナメントに出場。一回戦で山下りなと対戦して敗北し、準決勝進出ならず。[2]
- 11月23日 - アイスリボン横浜大会「横浜リボン2017・Nov.」にてヤングアイストーナメントに出場。一回戦でジュリアと対戦して勝利し、二回戦進出を果たす。
- 12月17日 - アイスリボン板橋グリーンホール大会で行われたヤングアイストーナメント2回戦で直DATEと対戦するが敗北。準決勝進出ならず。[3]
- 12月20日 - ベースボール・マガジン社「週刊プロレス」の読者投票で行われた「プロレスグランプリ2017」において「新人賞」部門で10位にランクインした。[4]

2018年
- 2月12日 - アイスリボン大阪大会「大阪リボン2018」でデビューしてから3度目の地元凱旋試合を行う。試合は当日メインでICEx∞王座保持者柊くるみとシングルマッチを行った。[5]
- 3月25日 - アイスリボン後楽園ホール大会「アイスリボンマーチ2018」で「6人タッグかしましトーナメント」にテキーラ沙弥、松屋うのとの「Chu♥トロ！」で出場。トーナメント1回戦で尾崎妹加、安納サオリ、本間多恵の「MAT」と対戦して敗北、準決勝進出ならず。
- 6月16日 - アイスリボン大阪大会「大阪リボン2018Ⅱ」で4度目の地元凱旋試合を行う。
- 11月3日 - アイスリボン大阪大会「大阪リボン2018Ⅲ」で5度目の地元凱旋試合を行う。今大会は大阪市立此花区民ホールで開催された。ICE×∞次期挑戦者決定トーナメント1回戦では雪妃真矢と対戦し敗北。2回戦進出はならなかった。

2019年
- 1月5日 - アイスリボン横浜大会「新春横浜リボン2019」のメイン戦終了後に現ICE×∞王者雪妃真矢に対し挑戦を表明した。同じタイミングで挑戦を表明した尾崎妹加、つくしと次回の横浜大会で次期挑戦者決定戦を行う。
- 2月9日 - アイスリボン横浜大会「横浜リボン2019・Feb.」でつくし、尾崎妹加とICE×∞王座次期挑戦権を賭けた巴戦を行った。結果はつくしが先に2勝したことで挑戦権を得ることができなかった。
- 2月17日 - アイスリボン大阪大会「大阪リボン2019]で弓李、尾崎妹加の保持するインターナショナルリボンタッグ王座に青木いつ希をパートナーに挑戦し敗北。王座獲得ならず。
- 5月18日 - アイスリボン道場マッチ961で「絆トーナメント」に宮城もちとの「ちゃびーぱみゅぱみゅ」で出場。トーナメント1回戦で藤田あかね、朝陽の「オレンジサンライズ」と対戦し敗北。1回戦敗退となった。
- 8月３日 - アイスリボン大阪大会「大阪リボン2019・Ⅲ」でジェイラ・ダークの保持する「Fierce Femalesスコットランド女子王座」に挑戦し敗北。王座獲得ならず。
- 8月11日 - アイスリボン新潟大会「新潟リボン」でICEx∞王座決定トーナメントに出場。トーナメント1回戦でジュリアと対戦したが敗北。2回戦進出はならなかった。
- 12月18日 - P'sParty 第40戦でテキーラ沙弥、松屋うのと行ったが自身がテキーラ沙弥にピンフォールされたため敗北。王座獲得ならず。

2020年
- 4月25日 - アイスリボン道場マッチ1037でIW19王者決定トーナメントに出場。Bブロック1回戦でテクラと対戦し勝利。準決勝進出となった。
- 5月23日 - アイスリボン道場マッチ1042でIW19王者決定トーナメントＢブロック準決勝戦を雪妃真矢と行い敗北。決勝戦進出はならなかった。
- 6月27日 - アイスリボン1048 in 新木場1stRINGでトライアングルリボン選手権を本間多恵、藤本つかさと行った。結果は自身が本間の腕ひしぎ十字固めにギブアップをしたことで王座獲得はできなかった。
- 9月20日 - アイスリボン後楽園大会「リボンの騎士たち2020」でトライアングルリボン選手権をラム会長、レディー・コウジュと行った。結果は自身がラム会長からピンフォールを取られたことで王座獲得はできなかった。

2021年
- 3月20日 - アイスリボン大阪豊中大会「アイスリボン1105 in 176BOX]で雪妃真矢、尾崎妹加の保持するインターナショナルリボンタッグ王座に青木いつ希をパートナーに挑戦し敗北。王座獲得ならず。
- 5月23日 - アイスリボン大阪豊中大会「アイスリボン1121 in 176BOX]で藤本つかさの保持するICE×∞王座に初挑戦するも敗北。
- 8月9日 - アイスリボン横浜武道館大会で、第41代トライアングルリボン王座を戴冠する。
- 10月17日 - アイスリボン大阪豊中大会「アイスリボン1152 in 176BOX]で自身の保持するトライアングルリボン王座を進垣リナ、青野未来と行い敗北。王座防衛に失敗した。
- 11月13日 - アイスリボン大田区総合体育館大会で進垣リナの保持するトライアングルリボン王座に挑戦。試合はもうひとりの挑戦者尾崎妹加が進垣からピンフォール勝ちしたため王座獲得はできなかった。

2022年
- 3月27日 - アイスリボン大阪豊中大会「アイスリボン1189 in 176BOX]で春輝つくしの保持するICE×∞王座に挑戦するも敗北。
- 5月4日 - アイスリボン横浜武道館大会IIでSAKI、清水ひかりの保持するインターナショナルリボンタッグ王座にまなせゆうなをパートナーに挑戦し勝利。第56代王者となった。
- 6月5日 - アイスリボン1206 in 176BOXでインターナショナルリボンタッグ王座戦を尾崎妹加、本間多恵と行い勝利。1度目の防衛を成功させた。
- 6月26日 - アイスリボン後楽園ホール大会「雨のち、リボン2022」でインターナショナルリボンタッグ王座戦を朝陽、松下楓歩と行い勝利。2度目の防衛を成功させた。
- 7月31日 - アイスリボン後楽園ホール大会「サマージャンボリボン2022」でインターナショナルリボンタッグ王座戦を星ハム子、真琴と行い敗北。3度目の防衛に失敗した。
- 12月31日 - アイスリボン後楽園ホール大会「RIBBONMANIA2022」で志田光、星いぶきの保持するインターナショナルリボンタッグ王座にまなせゆうなをパートナーに挑戦し敗北。王座獲得ならず。

2023年
- 3月19日 - アイスリボン後楽園ホール大会「アイスリボンマーチ2023」で安納サオリの保持するICE×∞王座に挑戦し勝利。第35代王者となった。
- 4月29日 - アイスリボン大阪大会「大阪リボン2023」で自身の保持するICE×∞王座を星いぶきと行い勝利。王座初防衛に成功した。
- 6月4日 - 「アイスリボン1281 in 176BOX」で自身の保持するICE×∞王座を宮城倫子と行い勝利。2度目の王座防衛に成功した。
- 6月18日 - 「アイスリボン1284 in SKIPシティ」で自身の保持するICE×∞王座をYappyと行い勝利。3度目の王座防衛に成功した。
- 7月17日 - 「横浜リボン2023・July」で自身の保持するICE×∞王座をYuuRIと行い敗北。4度目の王座防衛に失敗した。

## 得意技
- フォーリングトトロ

ダイビングセントーン。
- ファンタスティックトトロ

ファンタスティックフリップ。コーナー上にいるトトロさつきの腕をタッグパートナーが掴み、前方回転させてトトロさつきで相手の体をプレスする。
- トトロンダ

長野ドラミのドライングゲット、コルト・カバナのスーパーマンと同型。
- カミカゼ

ファイヤーマンズキャリーの体勢で相手を担ぎ上げて助走をつけ前方に回転して相手をマットに叩きつける。
- 雷電ドロップ

ローリングクラッチホールドへの返し技として使用することが多い。
- 逆エビ固め

技をかけている最中に眼を見開いて思い切り絞り上げる。途中から逆片エビ固めに移行することもある。
- 動くこと雷霆（らいてい）の如し

片翼の天使と同型。左右が逆で、肩車ではなく最初から相手を右肩に跨がらせるような形で担ぎ上げる。
- ボストンバッグ

変形のレイネーラ

## 人物
- デビュー前はアイスリボンのプロレスサークルに参加していた。当時のリングネームは「しぐれ」。
- 普段は不動産会社にOLとして勤務している。このことから特技として「間取り図の作成」を挙げている。[6]
- 2020年12月に宅地建物取引士の資格試験に合格している。
- 入門時に90kgあった体重をトレーニングにより74kgまで絞る。[6]
- 日本酒、鶏の唐揚げが好物である。[6]
- カラオケを趣味にしている。

## タイトル歴
- 第41代トライアングルリボン王座
- 第56代・63代インターナショナル・リボンタッグ王座
- 第35代ICE×∞王座

## 入場曲
- 「ONE.2.3.GO!!」